# Leichtathletik-Weltmeisterschaften 2013/Teilnehmer (Chinese Taipei)
| Gelbes Symbol für Goldmedaillen mit stilisierten Olympischen Ringen | Graues Symbol für Silbermedaillen mit stilisierten Olympischen Ringen | Braundes Symbol für Bronzemedaillen mit stilisierten Olympischen Ringen |
| ------------------------------------------------------------------- | --------------------------------------------------------------------- | ----------------------------------------------------------------------- |
| —                                                                   | —                                                                     | —                                                                       |

Der Leichtathletik-Verband des Chinesischen Taipehs stellte sieben Teilnehmer bei den Leichtathletik-Weltmeisterschaften 2013 in der russischen Hauptstadt Moskau.

## Ergebnisse

### Männer

#### Laufdisziplinen
| Athlet                                                               | Disziplin | Vorlauf | Vorlauf | Halbfinale | Halbfinale | Finale             | Finale             |
| Athlet                                                               | Disziplin | Zeit    | Platz   | Zeit       | Platz      | Zeit               | Platz              |
| -------------------------------------------------------------------- | --------- | ------- | ------- | ---------- | ---------- | ------------------ | ------------------ |
| Wang Wen-tang Liu Yuan-kai Pan Po-yu Lo Yen-yao Reserve: Tu Chia-lin | 4 × 100 m | 39,72 s | 22      |            |            | nicht qualifiziert | nicht qualifiziert |
| Chang Chia-che                                                       | Marathon  |         |         |            |            | 2:20:02 h          | 32                 |

### Frauen

#### Laufdisziplinen
| Athletin      | Disziplin | Vorlauf | Vorlauf | Halbfinale | Halbfinale | Finale | Finale |
| Athletin      | Disziplin | Zeit    | Platz   | Zeit       | Platz      | Zeit   | Platz  |
| ------------- | --------- | ------- | ------- | ---------- | ---------- | ------ | ------ |
| Chen Yu-hsuan | Marathon  |         |         |            |            | DNF    | DNF    |